# 熊臺玉
熊臺玉（1964年8月4日—），是台灣電視公司（台視）的前氣象主播，補教界地科老師，國立台灣大學大氣科學系、國立台灣大學大氣研究所畢業。

## 生平
曾任中華民國海軍氣象中心預報長，在退伍後曾於中央氣象局擔任預報員、主任預報員，也曾任台北之音《台北氣象萬千》主講人。1997年3月，台視原任氣象主播任立渝轉任到中國電視公司（中視）後，熊臺玉即開始接任台視的氣象播報工作，兼任中廣新聞網《中廣新聞通》的單元〈氣象時間〉主講人。2002年11月，熊臺玉被調升為台視新聞部企編中心資深三級主播。2007年10月，台視民營化，熊臺玉離職。2007年11月後，熊臺玉在國立台灣大學任教氣象傳播，在台北市私立金甌女子高級中學（金甌女中）和台北縣私立聖心女子高級中學（聖心女中）高中部及各大補習班任教地球科學。2009年10月2日，熊臺玉跳槽中華電視公司，於颱風形成時負責氣象預報工作。2009年11月16日起，固定擔任《華視晚間新聞》周一氣象主播。2011年12月起，跳槽三立電視擔任氣象主播。2012年底，與三立電視不再續約。現為補習教育業地球科學教師。

## 著作
- 《熊臺玉的氣象魔法書》，法蘭克福出版社2002年6月24日出版，ISBN 9578798938